# Sebastian Hoffmann

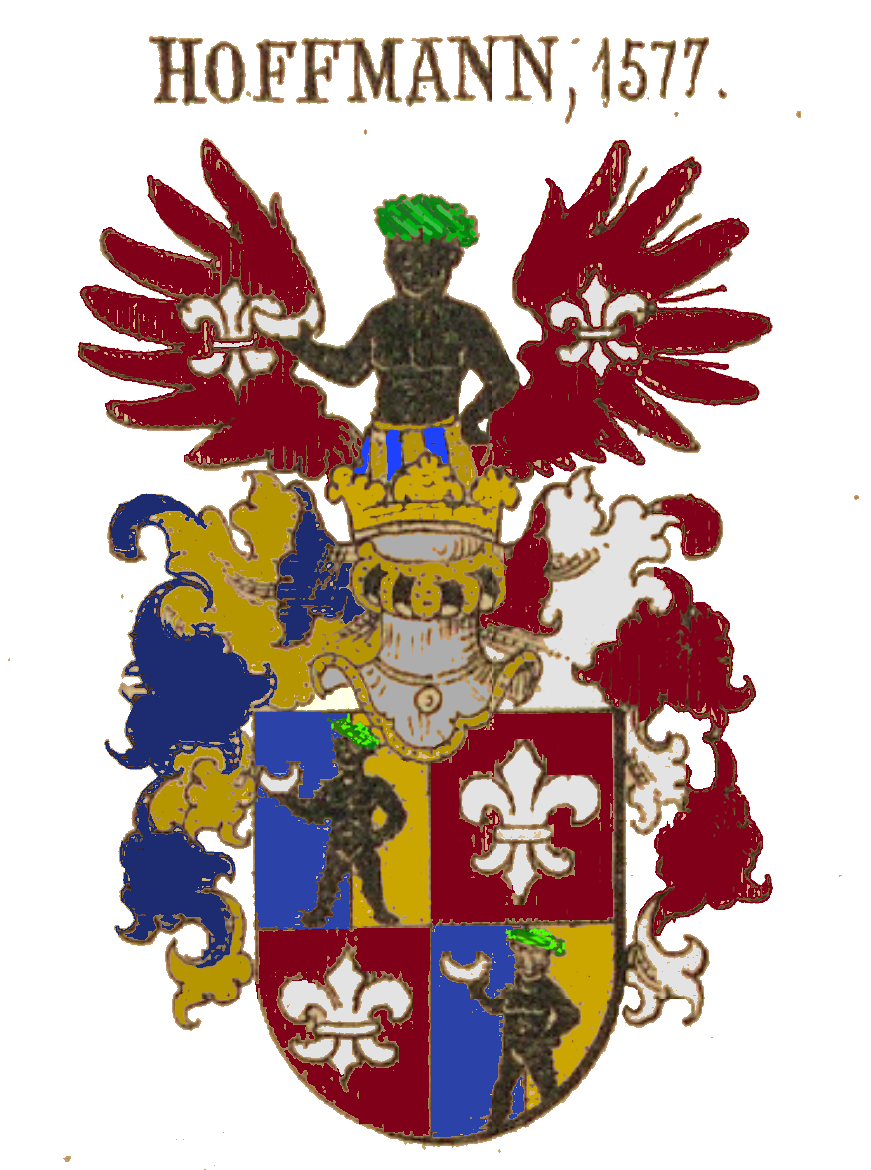
Wappen Sebastian Hoffmanns zweiter Adelsbestätigung im Jahr 1577

Der adlige Sebastian Hoffmann, auch Sebastian Hofmann, (* 14. Oktober 1551; † 4. Mai 1605) war mehrmals Bürgermeister der Stadt Görlitz.

## Familie
Nach der Ausführung von Konrad Blažek (1890), der die Inhalte aller drei urkundlichen Adelserhebungen bzw. -bestätigungen beschrieb, war Andreas Hoffmann Sebastians Großvater. Der Hennersdorfer Pastor Johannes Trillmich (1914) aber wies auf eine Unstimmigkeit in der ersten Adelsbestätigung von 1574 hin, nach der Andreas Hoffmann der Bruder Hans Hoffmanns Vater gewesen sei, also Sebastians Großonkel. In der Adelserhebung von 1525 aber ist Andreas Hoffmann der Vater seiner Söhne Hans und Christoph. So kann nur entweder die erste Urkunde gar nicht echt sein, wonach Andreas Sebastians Großonkel gewesen wäre, oder die zweite muss einen Schreibfehler beinhalten, wonach Andreas Sebastians Großvater gewesen wäre. Die Seltenheit von Adelsbriefen aus so früher Zeit und die Schreibweise seines Namens Hoffmann in der Urkunde im Gegensatz zur Schreibweise Hofemann in der Bürgerliste seien Indizien für erstere Version. Sie ist aber auch nur noch als Abschrift vorhanden. Die zweite Möglichkeit, dass Andreas der Großvater Sebastians gewesen ist und ein Fehler in der ersten Adelsbestätigung vorliegt, steht durchaus offen.
Sebastians Vater Hans Hoffmann († 6. April 1567) ist im Jahr 1543 in den Görlitzer Bürgerlisten als erster mit dem Namen Hoffmann zu finden. Hans Hoffmann stammte zumindest aus der Gegend von Schweinitz, wohnte nach 1525 („kann zwischen 1525 und 1543 in Jauer gewohnt haben“) in Jauer und kam dann im Jahr 1543 nach Görlitz. Knauthe schrieb, „Hans war von Jauer in Schl.[-esien] gebürtig“, in der Bürgerrechtsliste heißt er ‚Hans von Jauer‘. Wahrscheinlich war er Tuchhändler und zwar ein vermögender. Auch sonst war er „überall dabei ... wo es Geld zu verdienen gab“. Seine erste Frau hieß Dorothea Marquart († 8. April 1537) und stammte aus Glogau. Ihre Familie stand wohl mit angesehenen Familien in Verbindung. Aus der Ehe entspross Friedrich († 1597 oder 1598).
Hans Hoffmanns zweite Ehefrau hieß Ursula Schütze († 14. Oktober 1560), älteste Tochter Sebastian Schützes, des Älteren aus Nürnberg (in erster Ehe verheiratet mit Dorothea Emmerich, Tochter Georg Emmerichs), und seiner zweiten Ehefrau Ursula (geborene Ludwig). Aus dieser Ehe Hans Hoffmanns entstammten (in dieser Reihenfolge): Elisabeth (vor 1567: ⚭ Michael Ender von Sercha; ᛉ 5 Kinder; † vor 1588), Georg († 13. Juli 1575), Sebastian und Katharina (* 1555 oder 1556; ᛉ mindestens ein Kind; nach 1575: ⚭ Franz Uthmann, Sohn Georg Uthmanns; † 10. September 1622). Hans Hoffmann wurde wie schon seine Ehefrau Ursula in der Frauenkirche begraben. Sie erhielten jeweils ein Epitaph über dem Eingang zur Sakristei.
Friedrich Hoffmann verschwägerte sich mit seinem Vater, indem er Sebastian Schützes jüngste Tochter Sabina heiratete.

## Leben
Mit 16 Jahren war Sebastian bereits Waise. Er wurde daraufhin wahrscheinlich von seinem Halbbruder Friedrich oder/und seiner Schwester Elisabeth erzogen. Bemerkenswert ist noch, dass es Sebastian möglicherweise Nachteile, zumindest Einfluss bereitete, dass sich sein Vater der Lehre des damals berühmten, „merkwürdigen“ Arztes Kaspar Schwenkfeld (* 1563 in Greifswald; † 1609 in Görlitz) „ergeben“ hatte, der Hoffmanns Familie einen „hohe[n] sittliche[n] Ernst“ aufprägte. Sebastian selbst hat sich dem Anschein nach von dieser Lehre losgesagt, auch aufgrund ihrer Irrigkeit und ihrem Widerspruch zu den „bestehenden Ordnungen“. Im Neuen Lausitzischen Magazin (Ernst Koch und K. R. St., 1917) wurde Hoffmann als Freund Scultets bezeichnet.
Schon 1565, im Alter von 14 Jahren studierte er an der Universität Leipzig. Er reiste viel und studierte auch an verschiedenen Akademien, hauptsächlich wohl Rechtswissenschaften. Er war Mitglied im convivum musicum (musikalisches Kränzchen). Es ist ein Tagebuch von ihm im Görlitzer Ratsarchiv erhalten, worin sich einige lateinische Ausführungen „von grosser Fertigkeit, ja Eleganz“ finden. Es zeugt von Sebastians Wertschätzung der äußeren kirchlichen Ordnung aber auch von seiner „abergläubischen Furcht“. Seine echte Frömmigkeit bewies unter anderem seine Anwesenheit in der Beichte.
Sebastian Hoffmann genoss noch höheren Einfluss und Ansehen als schon sein Vater, ist kaufmännisch aber weniger aktiv gewesen. Ansehen und Einfluss ging auf ihre eigene Tüchtigkeit, Verschwägerung mit angesehenen Görlitzer Familien und nicht zuletzt ihren eigenen, hauptsächlich durch Hans Hoffmann erworbenen, reichen Besitz zurück. Auch aber soll Sebastian „als Mensch um seines Charakters willen geachtet“ worden sein. Äußerst viel gelesen hat er, was durch die große Anzahl an Büchern, die er besaß, ersichtlich wird.
Sebastian Hoffmann besaß beispielsweise mit seiner im Jahr 1575 erreichten Volljährigkeit (nach damaligem Recht mit 24 Jahren) bzw. nach einem am 14. Juni dieses Jahres abgeschlossenen Vertrag seinen ererbten Teil von Hennersdorf, das auch einmal Sebastian Schütze besessen hatte. Georgs Teil von Hennersdorf wurde nach seinem unmittelbaren Tod in drei Teile unter den verbleibenden Geschwistern aufgeteilt.
Am 16. Februar 1577 lud Kaiser Rudolf II. Sebastian „höchst feierlich“ zur Bestattung seines verstorbenen Vaters Maximilian II. am 20. März im Prager Veitsdom ein.
Am 22. April 1577 heiratete Sebastian Magdalena († 23. August 1591), Tochter des mehrmaligen Görlitzer Bürgermeisters Joachim Schmidt aus einer sehr angesehenen und auch reichen Familie. Aus der Ehe gingen ihre Kinder Johannes Sebastianus (* 13. März 1580; † 22. Juni 1582), Magdalena (* 1588 oder 1589; 12. Januar 1604: ⚭ Jakob Rindfleisch; 15 Oktober: ᛉ Magdalena; † 1. Juni 1605; ⚰ auf dem Kirchhof zu Hennersdorf) und Anna (* 1583 oder 1584; 17. Oktober 1608: ⚭ Heinrich Ritter; ᛉ 3 Söhne und 3 Töchter; † 5. Januar 1626) und hervor, von denen ersterer aber schon im Kindesalter verstarb.
Seit dem 31. Mai 1579 besaß Sebastian das später zum Görlitzer Ständehaus umgebaute, sogenannte Schlösschen, das er aber 1582 wieder verkaufte. Seit dem 10. September 1580 besaß er Haus an der Neißestraße 30, das nach dem Stadtbrand des Jahres 1726 zum Barockhaus umgebaut wurde.
1587 kam er in den Senat und führte seine verschiedensten Aufgaben darin, wie sein Tagebuch bezeugt, bis zu seinem Lebensende gewissenhaft aus. Zuerst bis 1592 verwaltete er das Kirchenvermögen und hatte die Aufsicht über die Schule. Daraufhin hatte er diese über den Weinkeller und die Mühlen. In neun der dreizehn Jahre von 1591 bis 1603 war er Schöppe.
1590 bis 1592 war er Kirchenvater. In dieser Zeit starb seine Frau. Sebastian blieb weiterhin Witwer. 1593, 1597 und 1601 war er Bürgermeister von Görlitz, erneut wohl im Jahr 1605, als er aber auch schon am 16. Januar dieses Jahres nach seiner Bitte bei Kaiser Rudolf II. aus Altersschwäche aus diesem Amt entlassen wurde. Trotzdem wurde er ausdrücklich darum gebeten, seine Hilfe weiterhin zur Verfügung zu stellen. Nach einem Viertel Jahr „wohlverdiente[r] Ruhe“ starb Sebastian Hoffmann und mit ihm das Adelsgeschlecht Hoffmann.

## Adelserhebungen und -bestätigungen
Andreas Hoffmann, der Vater oder Onkel von Hans und Christoph Hoffmann wurde gemeinsam mit ihnen von König Ludwig am 15. Mai 1525 aus Ofen durch einen Wappenbrief geadelt, vorausgesetzt, die geringen Indizien für eine Fälschung dieser Urkundenabschrift sind nicht zutreffend.
Am 13. März 1574 in Wien bestätigte Kaiser Maximilian den Adelsstand Sebastians, seines Bruders Georg ihres Halbbruders Friedrich durch ein neues Wappen.
Am 12. März 1577 aus Prag empfingen Sebastian, Georg und Friedrich durch den Kaiser Rudolf eine zweite Adelsbestätigung bzw. nochmal ein neues Wappen.

## Wappen

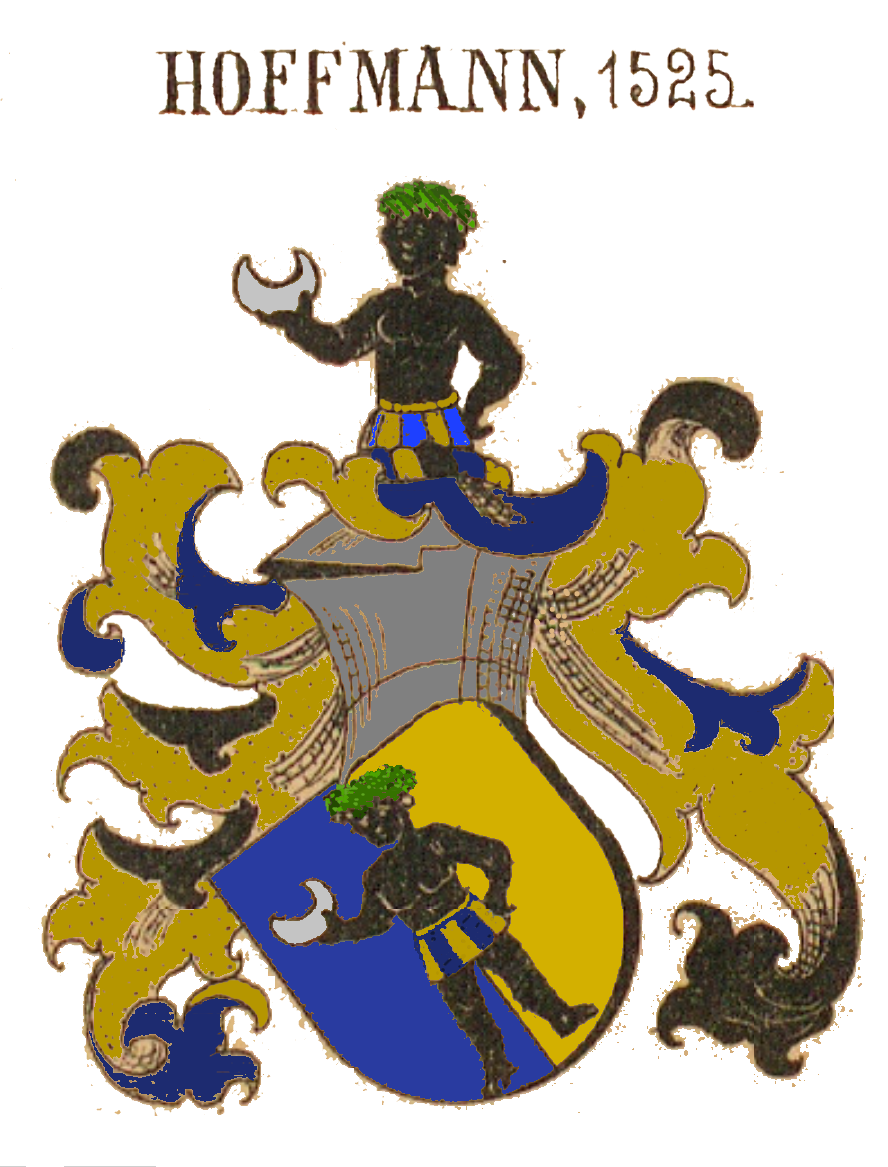

Das Wappen der Adelserhebung Sebastians Vater Hans im Jahr 1525 präsentiert einen grün bekränzten, blau und gelb ungürteten Mohr im blau und gelb gespaltenen Schild. In der erhobenen rechten Hand hält er einen aufsteigenden silbernen Mond, seine linke Hand stützt die Hüfte. Über dem Wappen (Kleinod) auf blau-golden-schwarzem Bund der Mohr herauswachsend. Die Helmdecken sind blau-golden-schwarz.

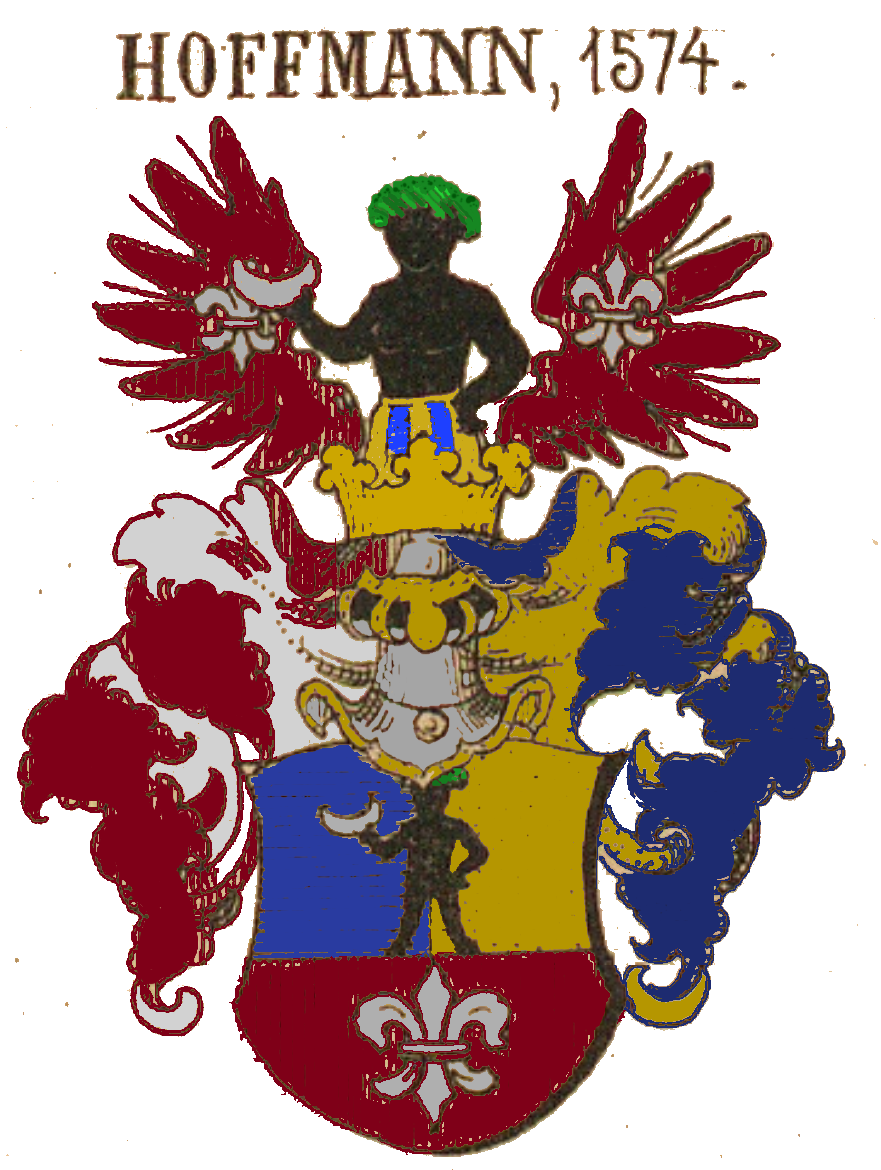

Das Wappen der ersten Adelsbestätigung im Jahr 1574 der Söhne bzw. Neffen Hans Hoffmanns Georg, Friedrich und Sebastian präsentiert das gleiche Wappen von 1525, aber das Kleinod mit einem roten Flug hinterlegt, darauf beiderseits eine silberne Lilie. Im Wappen unten ist zusätzlich eine silberne Lilie auf roten Hintergrund. Die Helmdecken sind links blau-golden, links rot-silbern.
Das Wappen der zweiten Adelsbestätigung im Jahr 1577 für dieselben Personen, wie schon im Jahr 1574 präsentiert in der Gesamtheit das gleiche Wappen wie bei der ersten Adelsbestätigung, aber die Helmdecken rechts und links vertauscht (links rot-silbern und rechts blau-golden). Das Wappen ist außerdem geviert (In 1 und 4 der Mohr auf blau-goldenem Hintergrund und in 2 und 3 die silberne Lilie auf rotem Hintergrund).
Zur Darstellung der Wappen im Vergleich zu ihrer heraldischen Beschreibung, vergleiche auch: Tingierung und Blasonierung.